# Жена-девочка (роман)
«Жена́-де́вочка»  (англ. The Child Wife) — роман Майн Рида, написанный в 1868 году, в основу сюжета которого положены были реальные факты биографии автора и происшествия, случившиеся с ним в Америке и Европе.

## Сюжет
Действие романа происходит в конце сороковых — начале пятидесятых годов XIX века, когда в Европе вспыхнули и были жестоко подавлены освободительные революции.
Мистер Майнард, отставной капитан, герой войны США с Мексикой (1846—1848), находится на курорте в Ньюпорте, где судьба сводит его с двумя дамами: Джулией Гирдвуд и Корнелией Инскайп, «наядами», купающимися отдельно от других в заливе (гроте). Внезапно начинается прилив, и Майнард спасает девушек и их служанку от смертельной опасности.
Возвратившись к оставленным вещам, Майнард едва не лишается пиджака с деньгами, который утащила собака для двух наглых молодчиков в лодке.
Майнард покорён красотой Джулии и с нетерпением ждёт бала, где он рассчитывает потанцевать с ней и завести более тесное знакомство, тем более что она должна быть благодарна ему за спасение жизни.
В это же время в гостинице курорта объявляется лорд Инкогнито (как он представляется миссис Гирдвуд) и его слуга Франк. Миссис Гирдвуд богата, но безродна, и она мечтает породниться с носителем геральдического титула, естественно, путём замужества дочери. Она не знает, что на самом деле «лорд Инкогнито» — авантюрист Ричард Свинтон, а его слуга является его женой Франциской. Молодожёны, которые бедны и плохо ладят друг с другом, готовы на авантюру: фиктивную женитьбу Дика на богатой невесте с целью получить и разделить деньги. Не ведая об их коварных планах, миссис Гирдвуд на балу препятствует приглашению к танцу от Майнарда и отдаёт свою дочь для танца с Диком Свинтоном. Майнард, однако, узнаёт этого пройдоху, выгнанного с воинской службы за некрасивую историю.
Майнард разочарован, и он спустя некоторое время спускается вниз, в бар, чтобы залить обиду крепким напитком. Там уже расположились Свинтон и его сообщники. Это те самые два молодчика с лодки, мистер Луи Лукас и мистер Спайлер. Не замечая вошедшего Майнарда, Свинтон рассказывает «друзьям» о нём, переворачивая всё с ног на голову. По его словам,  Майнард был выгнан с воинской службы. Возмущённый Майнард вмешивается и отвешивает пару пощёчин обидчику, бросает перчатку и передаёт свою визитную карточку: он готов к вызову на дуэль.
Ночью в комнату к Майнарду прибывает его давний друг и соратник Руперт Розенвельд. Он передаёт Майнарду письмо — обращение группы товарищей по революционной борьбе, призывающих Майнарда возглавить их движение. Майнарда ждут в Европе, нужно срочно ехать, чтобы успеть на пароход до Нью-Йорка и оттуда на пароход в Европу. Майнард признаётся другу в том, что он ждёт вызова на дуэль. Розенвельд чертыхается, однако спустя короткое время находит выход. Искушённый в делах чести и дуэльного кодекса, Розенвельд пишет письмо Свинтону, призывая того ускорить дуэль.
Свинтон же раскаивается, что угодил в эту неприятную историю, ибо и дуэль и разоблачение от Майнарда грозят срывом его авантюры с семейством Гирдвуд. Являясь трусом по натуре, он не желает дуэли. Получив утром это послание, Свинтон радуется и находит хитроумный план избежать дуэли. Весь день он сказывается больным и не выходит из номера, в то время как Майнард с Розенвельдом ждут вызова. К вечеру они, не дождавшись вызова на дуэль, уезжают. Свинтон, наблюдая из окна сцену отъезда, выжидает ещё некоторое время, «выздоравливает» и вызывает своего секунданта Лукаса, чтобы послать вызов, уверенный, что это фиктивная мера. Так и происходит, Лукас сообщает ему, что его обидчик покинул гостиницу.
Тем временем в Нью-Йорке, на площади перед пирсом, где идёт посадка на океанский лайнер «Канард» в Европу, собирается толпа сочувствующих революции, чтобы торжественно проводить Майнарда в его опасное путешествие в борьбе за идеалы свободы и справедливости. Эти люди в порыве любви к своему революционному лидеру поднимают экипаж и доносят его на плечах до места посадки на лайнер. За всем этим с корабля наблюдают тринадцатилетняя дочь лондонского дипломата сэра Джорджа Вернона Бланш и её служанка Сабина. Сабина разъясняет девочке, что это революционеры.
Вскоре Майнард, поднявшись на борт лайнера, замечает Бланш и влюбляется в неё с первого взгляда. Джулия забыта, и он пророчески видит девочку в будущем своей женой. Ответные чувства вспыхнули и в детской головке Бланш: её покорил этот человек и то, как его чествовали на земле. Очарованные друг другом, молодые люди вместе путешествуют по Европе. Правила этикета не позволяют им общаться. Но по прибытии в Европу происходит неприятное происшествие при пересадке на катер до порта, когда трап для перехода пассажиров неожиданно теряет опору, именно в тот момент, когда там находится Бланш. Майнард спасает девочку от верной гибели. Благодарный отец даёт свою визитку капитану и приглашает его при случае посетить имение Вернонов в Севеноукс Кент.
Повествование прерывается и переносит читателя в покои французского императора в Тюильри, где собираются его высокие гости из Англии, Австрии, России и Пруссии, которые готовят и согласовывают зловещие планы по подавлению свободы в Европе. Один из «локомотивов» этих тайных контактов — известный лорд А., весьма неглупый дипломат, который и разрабатывает конкретные хитроумные планы по разгрому революционного движения.
По прибытии в Европу Майнард и Розенвельд с сожалением и возмущением узнают, что восстание в Баварии подавлено. Однако в Венгрии ещё воюют, и они направляются на помощь Кошуту. Они присоединяются к воюющим, однако вскоре выясняется предательство со стороны военачальника Гёргея, и это восстание тоже вскоре было подавлено.
Тем временем семейство Гирдвудов также прибывает в Европу, в Англию и по совету Свинтона останавливается в отеле «Кларендон». Свинтон обещает прибыть следующим пароходом. Однако проходят неделя за неделей, а «лорда» всё нет. Гирдвудам наскучило ждать, и они отправляются в путешествие по Европе. Как оказалось, Свинтон, проиграв крупную сумму в казино, не смог быстро собрать денег на билеты в Европу для себя и Франциски. Прошло значительное время, прежде чем ему удалось собрать нужную сумму (Свинтон зарабатывал, будучи шулером, играя в карты и обчищая «голубей»), однако, прибыв в Лондон в «Кларендон», обнаружил, что Гирдвуды уже 10 дней как уехали.
Далее повествование переносит читателя в Париж, в день 2 декабря 1851 года (здесь Майн Рид отошёл от традиции не давать точных дат, очевидно, потому, что эта дата историческая: в этот день были распущены национальное собрание и государственный совет, а через 2 дня произошла кровавая бойня). Майн Рид подробно освещает исторические события, эту провокацию и эту чудовищную расправу пьяных солдат над невинными людьми, случайно оказавшимися на улицах.

С криками ужаса люди бросились к дверным проемам или переулкам. Но здесь их встречали люди в униформе. Стрелки и зуавы со вздувшимися, черными от порохового дыма губами поворачивали людей назад саблями и штыками. Людей убивали, наслаждаясь их предсмертными хрипами, как маньяк наслаждается дикой агонией смерти!
Так продолжалось, пока вся улица не покрылась мертвыми телами и кровь не заструилась по канавам, пока улицы не опустели. Жестокость прекратилась только тогда, когда некого стало убивать, прекратилась ввиду отсутствия жертв!
Эта ужасная резня второго декабря заставила содрогнуться не только Париж, но и всю Францию.

В этот кровавый день в Париже оказались все герои повествования: Майнард, семейство Гирдвуд и присоединившиеся к ним Свинтон со Спайлером и Лукасом, а также дипломат Джордж Вернон с дочерью и служанкой Сабиной. На улицах творилось что-то невообразимое. Как пишет автор, «какое-то тревожное черное облако нависло сегодня над этим веселым городом. Я чувствую это всем сердцем», вкладывая эту мысль в сознание Майнарда. Наш герой видит, как пьяные солдаты пристают к невинной девушке, вмешивается и защищает её. За это солдаты по приказу их командира арестовывают Майнарда и уводят его в наспех созданную тюрьму.
Здесь Майнард сталкивается с известным революционером Л. Но радость от встречи была недолгой. Л. вызвали на наспех организованный трибунал, где пьяные «судьи» за столом-барабаном быстро решили его участь и расстреляли. Герой погибает со словами: «Да здравствует республика!» Такая же участь ждала и Майнарда, но судьба распорядилась иначе. Когда «судьи» произнесли вердикт: «Виновен!», а исполнители приговора уже держали ружья наготове, чтобы расстрелять Майнарда, в «тюрьму» ворвались Джордж Вернон с английским флагом и Посол США с флагом американским и защитили и освободили Майнарда. Дело в том, что невольными свидетелями сцены ареста стали две наших героини, Джулия и Корнелия, которые поспешили в американское посольство. А когда Майнарда вели пьяные солдаты, он проходил мимо балкона, где находилась Бланш, и отважная девочка, несмотря на уговоры Сабины, оделась, вышла из дому и бросилась вслед за возлюбленным, предварительно послав слугу предупредить отца. Так Майнард был спасён.
Тем временем Свинтон, вернувшийся спустя некоторое время в Лондон, пребывает в бедности. Его навещает баронет сэр Роберт Коттрелл, которого больше интересует супруга Дика, чем его друг. Этим можно объяснить щедрость баронета, снабдившего Свинтона некоторой суммой денег и затем организовавшего ему рекомендательное письмо к тому самому лорду А., в котором он сообщил высокопоставленной особе, что рекомендуемый «не в таком положении, чтобы отказываться от любых поручений».
Чуть позже, на деньги Коттрелла Свинтон нанимает роскошный экипаж, усаживает в него свою приодетую супругу и отправляется по известному адресу на Парк Лейн. Лорд принимает его весьма холодно и почти отказывает, несмотря на рекомендацию. Однако вмешался случай, лорд выглянул в окно и был очарован красотой Франциски. После этого он нанимает Свинтона на особую работу, заключающуюся в шпионской слежке за домом, где живёт известный революционер Кошут. Для этих целей Свинтон снимает особняк некоего шотландца, сэра М’Тавиша, находящийся как раз напротив дома революционера. Шотландец с радостью покидает своё жилище, поскольку в последнее время такое соседство ему радости не доставляло.
Тем временем Майнард, воспользовавшись приглашением сэра Вернона, любезно подтверждённым после приключения в Париже, отправляется в Севеноукс Кент. Там на природе отдыхает аристократическое общество. Приёмы, охота на фазанов, семейные торжества. Но главное для Майнарда — Бланш Вернон. Между тем, за ней уже ухаживает кузен, Франк Скадамор. Конечно, Майнард ревнует, однако сцена, невольным свидетелем которой он оказался, показывает ему, что у кузена нет места в сердце девочки. Майнард впервые оказывается наедине с Бланш, и охотник отказывается от продолжения преследования фазанов. Франк же следит за влюблёнными и обо всём докладывает отцу. На следующий день справляют 15-летие девочки. Майнард тем временем становится писателем и как раз в эти дни выходит его первый роман, где он рисует героиню, Зою, похожую на его возлюбленную. Бланш заказывает и получает этот роман, потратив всю ночь на чтение. На следующий день Майнард и Бланш обсуждают роман у деодара, сбежав из гостиной.
Майнард признаётся девочке в любви и ждёт ответного признания. И в этот момент в сцену вмешивается отец, который, естественно, изгоняет Майнарда из своего дома. Как и следовало ожидать, ревнивый Скадамор донёс обо всём переживающему за дочь отцу. Майнард возвращается в Лондон, но Бланш успевает передать через Сабину записку — признание в любви. Однако и этот факт не проходит мимо Скадамора, а значит становится известным отцу. Джордж Вернон имеет тяжёлый разговор с дочерью и берёт с неё обещание прекратить всякие контакты с Майнардом. Она с тяжёлым сердцем соглашается.
Известный изгнанник Лайош Кошут живёт в Лондоне. Как ни стараются реакционные власти его опорочить, это им не удаётся. И тогда в голове интригана лорда А. возникает план, чтобы организовать провокационный мятеж Мадзини в Италии, выманить туда Кошута, и там расправиться с ним. Расправа над революционерами была тогда короткой: ближайший столб и верёвка с петлёй на шею. Свинтон купается в невиданной ранее роскоши, шпионит за Кошутом. Параллельно, оставив ключи от дома своему патрону, он не просто безучастно наблюдает за визитами высокопоставленной особы к Франциске, но более того, наставляет свою жену, чтобы она хорошо одевалась и удовлетворяла любые прихоти лорда, от которого зависит их материальное благополучие. В то же время к ним наведывается и донжуан Коттрелл.
В этот период времени Майнард, возвратившись в Лондон и навещая своего друга и соратника Кошута, с возмущением узнаёт о шпионской слежке. С некоторым удивлением он узнаёт своего давнего знакомого Свинтона, ныне шпиона, и решает проучить его. Захватив с собой хлыст и выманив соперника из кэба на глухой окраине Лондона, Майнард отстегал его этим орудием наказания. «Бедный» Свинтон вернулся домой весь изукрашенный, в кровоподтёках, к вящему неудовольствию сэра Коттрелла, ибо нарушил его уединение с женой Свинтона. Но выход найден. Для лечения больного приобретены 13 устриц (конечно, приложили к ранам одну, остальные пошли в пищу) и ящик шампанского, чтобы напоить мужа, чтобы не мешал.
Сам Дик в этот период времени серьёзно увлёкся Джулией Гирдвуд. Были применены все средства для ухаживания, причём Свинтон уже не столько бегал за богатым кошельком невесты, сколько за самой девушкой. Но миссис Гирдвуд была непреклонна: Свинтон должен открыть своё инкогнито и показать свою геральдику, свой титул.
Случай помогает Свинтону. «Застукав» свою жену и лорда А. входящими вместе в гостиницу, известную тем, что она специально предоставляет номера для свиданий, Свинтон явился к патрону с претензией. Он требует обеспечить титул, иначе он разгласит эту историю, и это кончится неприятным скандалом. Сначала лорд А. отказывается, утверждая, что это безумие. Но затем находится выход. Его протеже, император Франции, его близкий друг, который ему многим обязан, и Свинтон отправляется в Париж за титулом графа. И возвращается оттуда графом де Вальми. Титул обеспечен, путь к свадьбе открыт.
Тем временем, узнав о восстании в Милане, революционеры готовят выезд в Италию: фальшивый паспорт за деньги для Кошута, который станет слугой Майнарда в целях конспирации. Предприятие срывается в самый последний момент: Розенвельд, подслушав разговор шпионов, разоблачает ловушку и расстраивает планы отъезда. Тут же приходит послание от героя Тюрра, которое подтверждает слова Розенвельда.
Свинтон, сгорая от страсти к Джулии, понимает, что жена станет ему серьёзной помехой. И он решается на преступление: напоив как следует жену на вечеринке, он отправляется с ней не домой, а на уединённый мост через канал, откуда сбрасывает её в воду. Она непременно утонула бы, но на её счастье в этот момент под мостом проходила баржа, которую тянула старая кляча лодочника Билла Бутла с семейством. Барахтаясь и цепляясь за трос, девушка спасается, и вскоре была вытащена лодочником. Протрезвев и поняв, какое злодеяние учинили против неё, Франциска просит своих спасителей помалкивать, а в подтверждение своей просьбы передаёт им бриллиантовое кольцо и золотые часы.
Сэр Джордж Вернон неизлечимо болен — последствия его службы в Индии в годы молодости. На пороге смерти он понимает, что препятствует счастью дочери, и пишет примиряющее письмо к Майнарду. Прочитав письмо, Майнард мчится в Севеноукс Кент, и они обговаривают предстоящую свадьбу.
В один день в церкви Св. Марии назначены сразу три венчания. Одно Майнарда с Бланш, другое его друга Розенвельда с Корнелией Инскайп и третье Джулии Гирдвуд и Дика Свинтона. Не все, однако, эти свадьбы состоялись. Первая из них по очереди — Свинтона с Гирдвуд завершилась весьма неожиданно.

Это еще не свершилось, но должно было произойти сию минуту. Поскольку Майнард наблюдал за священнодействием в полном молчании, он хорошо слышал, как священник задал торжественный вопрос, бывший частью церемонии бракосочетания:
— Я требую ответа и взываю к вам… если кто-либо из вас знает какое-либо обстоятельство, препятствующее законному соединению их в супружестве, он обязан сообщить об этом сейчас.
После этого воцарилась обычная в таких случаях тишина, но, в отличие от стандартной церемонии, она продолжалась недолго. Тишина эта была прервана репликой, что случается крайне редко! Голос принадлежал не невесте и не жениху, а третьему лицу, которое внезапно появилось на сцене!

Это была законная жена этого «жениха», что быстро было доказано и вызвало скандал, а бедная Джулия в смятении и спешке удалилась. Таким образом, Франциска сорвала свадьбу своего мужа. Тот был арестован, осуждён и препровождён в места не столь отдалённые. А Майнард и его юная жена обрели своё счастье.

## Персонажи
- Капитан Майнард — главный персонаж, отставной капитан, решивший связать свою судьбу с участием в революционном движении середины XIX века.
- Джулия Гирдвуд, красивая женщина, дочь покойного богатого владельца магазинов в Нью-Йорке.
- Миссис Гирдвуд, вдова богатого владельца магазинов в Нью-Йорке, мать Джулии.
- Корнелия Инскайп, её кузина.
- Кеция, служанка Гирдвудов.
- Раперт Розенвельд, граф Австрийской империи, друг и соратник Майнарда.
- Ричард (Дик) Свинтон — главный негативный персонаж, плут, пройдоха и стяжатель, ради денег готов шпионить, а также утопить собственную жену.
- Франциска (Фан) Вилдер, его жена.
- Мистер Луи Лукас, авантюрист, сообщник и секундант Свинтона в несостоявшейся дуэли.
- Мистер Спайлер, другой авантюрист и сообщник Свинтона.
- Сэр Джордж Вернон, дипломат.
- Бланш Вернон, единственная дочь сэра Джорджа, ставшая невестой и женой Майнарда
- Сабина, служанка Вернонов.
- Л., известный революционер, казнённый пьяными солдатами (зуавами) во время мятежа в Париже.
- Вирокк — офицер, командир зуавов.
- Лайош Кошут — исторический персонаж, ставший одним из героев романа.
- Сэр Роберт Коттрелл, баронет, «друг» Свинтона. Весьма интересуется провести приятное время с его женой Фан.
- Его светлость лорд А., известный исторический персонаж, в романе нанимает Свинтона как шпиона.
- Франк Скадамор — кузен Бланш Вернон.
- Мистер М'Тавиш, шотландец, и его семейство, сдавший в аренду Свинтону дом напротив апартаментов Кошута.
- Геральдина Кортни, она же Кейт-торговка, авантюристка, подруга Фан.
- Густав, «другой граф», ещё один авантюрист.
- Билл Бутл, лодочник и его семейство, спасшие Фан от потопления.

## Переводы
- Перевод Д. Арсеньева, опубликованный в 1998 году под названием «Сын Альбиона» («Жена-дитя») пермским издательством «Стрелец». ISBN 5-88887-016-1.
- Другим переводом романа на русский язык является перевод, сделанный Борисом Бердичевским в 2004 году и опубликованный в 2010 году[3]. Переводчик не знал о существовании перевода Д. Арсеньева.
- Второе издание перевода романа Бориса Бердичевского вышло в свет в 2017 году. ISBN 978-5-0007-1686-1. Издательство Литео. Во втором издании устранены многочисленные ошибки и опечатки, бывшие в первом издании.

## Упоминания
Этот роман упоминается и вкратце описывается в статье Р.М. Самарина «Капитан Майн Рид», публиковавшейся в рамках известного 6-томного издания романов Майн Рида в 1956-58 годах.